# DKW F5
La DKW F5 è un'autovettura di fascia medio-bassa prodotta dal 1935 al 1938 dalla casa automobilistica tedesca DKW.

## Storia e profilo

### Debutto
Già nel dicembre del 1934 cominciarono ad essere prodotti i primi esemplari della F5, che però non apparve inizialmente a listino. Questi primissimi esemplari erano nel più completo allestimento Meisterklasse ed erano disponibili con carrozzeria trasformabile.
Il debutto della F5 si ebbe all'inizio del 1935, non in una, ma bensì in due manifestazioni automobilistiche: già nel mese di gennaio al Salone di Amsterdam fu presentata una seconda variante della vettura, piuttosto di nicchia in quanto si trattava di una versione con carrozzeria roadster, costruita sul telaio della futura F5, ma con passo accorciato di 110 mm. Tale versione, voluta dai vertici DKW per testare la F5 in vista di possibili impieghi in campo sportivo, fu assemblata dalla carrozzeria Hornig & Meerane, inizialmente solo in una manciata di esemplari. A febbraio, invece, la F5 in versione berlina, trasformabile e cabriolet fu presentata al Salone di Berlino: la grande manifestazione berlinese tornò quindi a riaprire i battenti dopo alcuni anni di assenza dalle scene a causa della grave crisi economica mondiale conseguente al crollo della borsa di Wall Street nell'ottobre del 1929. In realtà, gli organizzatori della kermesse avrebbero voluto spostare l'evento ad ottobre, ma Adolf Hitler non fu d'accordo perché vedeva un'ottima opportunità nel lasciare il Salone all'inizio dell'anno, in modo da poter sfruttare il momento per i suoi discorsi inaugurali all'inizio di ogni anno, discorsi che avrebbero dato linfa al suo programma politico.

### Caratteristiche
Tornando alla F5, si trattava di un modello destinato a raccogliere l'eredità di due modelli precedenti: da una parte la F4 Meisterklasse e dall'altra la F2 Reichsklasse. Il lancio della F5 portò con sé alcune novità, pur derivando direttamente dalla F4. Rispetto a quest'ultima, vi furono modifiche strutturali al telaio, che nella F5 era interamente in acciaio e non più con la zona centrale in legno. Ciò rese la struttura fino a 20 volte più rigida rispetto alla vecchia F2. Inoltre, la carreggiata anteriore fu allargata di 10 mm e quella posteriore di ben 90 mm, mentre per quanto riguarda le sospensioni, l'avantreno a doppie balestre trasversali, già presente nella F4 e nella F2, venne mantenuto, mentre il retrotreno adottò la soluzione ad assale oscillante già introdotta nella DKW Sonderklasse 1001. Per questo motivo, la parte posteriore del telaio è stata modificata per integrare l'attacco del nuovo retrotreno. L'impianto frenante era a quattro tamburi con comando meccanico a cavo.
Il gruppo motopropulsore della F5 riprende quanto già proposto sulla F4, vale a dire due motorizzazioni differenti a seconda che si trattasse di una Reichsklasse (allestimento più scarno ed essenziale) o di una Meisterklasse (allestimento più completo e ricercato). Nel primo caso veniva montato un bicilindrico a due tempi da 584 cm³ in grado di erogare una potenza massima di 18 CV; nel secondo caso, il motore era sempre un bicilindrico a due tempi, ma della cilindrata di 692 cm³, con potenza massima che cresceva a 20 CV. Il cambio era in ogni caso manuale a 3 marce. Un'altra differenza tecnica fra la Reichsklasse e la Meisterklasse stava nel fatto che in quest'ultima il motore era montato su supporti elastici in gomma, mentre nella versione più economica era rigidamente fissato al telaio. La presenza dei supporti in gomma nella Meisterklasse consentiva una marcia esente da vibrazioni e quindi più silenziosa e confortevole. Inoltre, tornando al discorso sospensioni, il retrotreno della Reichsklasse prevedeva gli ammortizzatori solo come optional.
Esternamente, venne ripresa la carrozzeria della F4, anche sulla Reichsklasse, che quindi beneficiò di un corpo vettura dalle forme più morbide ed avvolgenti, sebbene con un allestimento più scarno. Pochissime e di dettaglio erano le differenze fra la carrozzeria della F4 e quella della F5. Leggermente diversi erano il montante centrale ed i finestrini laterali posteriori. Tra la Reichsklasse e la Meisterklasse, le differenze estetiche erano invece da ricercare nella verniciatura (la Reichsklasse era monocolore ed in tinte scure, mentre la Meisterklasse poteva essere anche ordinata con verniciatura bicolore, a condizione che fosse con carrozzeria trasformabile) e nei coprimozzi (piccoli e verniciati in nero per la Reichsklasse, più grandi e cromati per la Meisterklasse). Inoltre, la Meisterklasse poteva anche essere ordinata con cerchi a raggi in luogo di quelli a disco. Internamente, le differenze erano comunque poche, anche se più visibili: in particolare, nella Reichsklasse che ereditava la carrozzeria dalla F4 venne montato il vecchio cruscotto della F2, ma con un nuovo volante a tre razze in ebanite (al posto del vecchio volante con corona in legno e razze in metallo verniciato, montato invece nella F2). La Meisterklasse, invece, mantenne il cruscotto della F4, ma anch'essa usufruì del nuovo volante in ebanite a tre razze, mentre i sedili con armatura tubolare lasciarono il posto a sedili convenzionali.

### Evoluzione

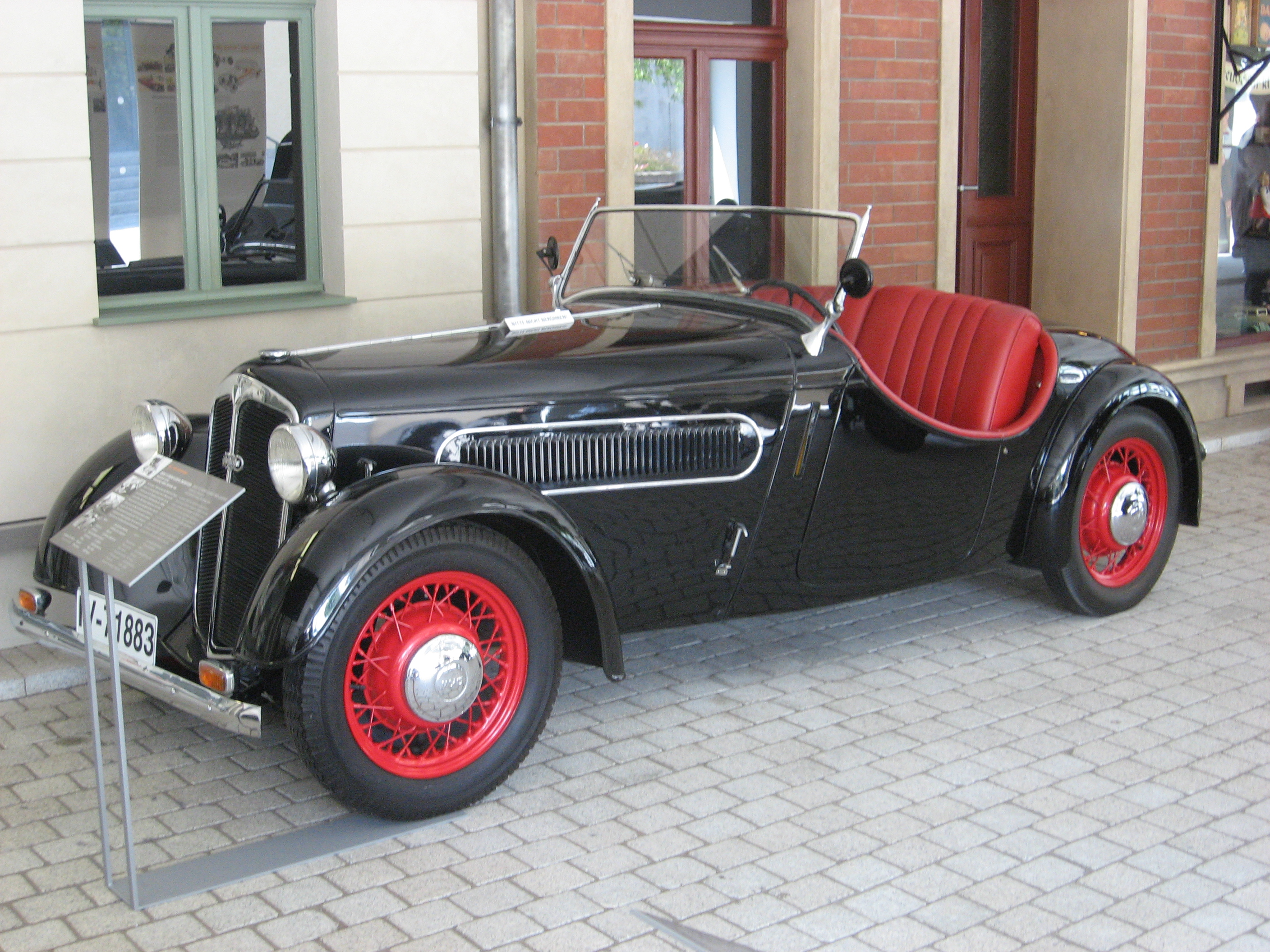
Una F5 Roadster, con carrozzeria in lamiera di acciaio

Al suo debutto, la gamma della F5 fu prevista in più di una variante:
- Reichsklasse berlina, versione di base con carrozzeria chiusa a 2 porte e a 4 posti;
- Reichsklasse trasformabile a 2 porte e a 4 posti;
- Meisterklasse berlina a 2 porte e a 4 posti;
- Meisterklasse trasformabile a 2 porte e a 4 posti;
- Cabriolet a 2 posti;
- Roadster.

Da notare che le versioni Cabriolet e Roadster non recavano né la denominazione Reichklasse, né quella di Meisterklasse. A tali versioni era associato un terzo allestimento denominato Luxus ed ancora più ricco di quello della Meisterklasse. Queste versioni erano inoltre le uniche a montare una carrozzeria in lamiera di acciaio anziché in legno, come invece avveniva nelle versioni berlina e trasformabile. La costruzione delle carrozzerie era affidata in contemporanea allo stabilimento Horch ed alla già citata carrozzeria Hornig & Meerane. Quanto alla carrozzeria in legno delle versioni berlina e trasformabile, esse continuarono come sempre ad essere costruite dalla Spandauer Karosseriebauer. L'assemblaggio finale delle varie parti, e quindi la realizzazione della vettura finita, avvenne invece presso lo stabilimento Audi di Zwickau, indipendentemente dalla provenienza delle carrozzerie.
A partire dal mese di giugno del 1935, alla gamma si aggiunse anche una seconda variante roadster, denominata Roadster-Cabrio, caratterizzata dal fatto di nascere su un telaio a passo invariato rispetto a quello delle berline e delle trasformabili. Tre mesi dopo, a settembre, la gamma beneficiò di una miglioria importante: in pratica vennero adottate le nuove cuffie in gomma sintetica per i semiassi. Tale soluzione andò a soppiantare le precedenti calotte in metallo che davano più problemi ed erano meno economiche da realizzare.
A novembre vi fu invece l'arrivo della versione "commerciale" adibita al trasporto di merci. Denominata Lieferwagen (letteralmente "vettura per consegne" in tedesco), questa versione era caratterizzata da un allestimento scarno, ma differente dal normale Reichsklasse. 

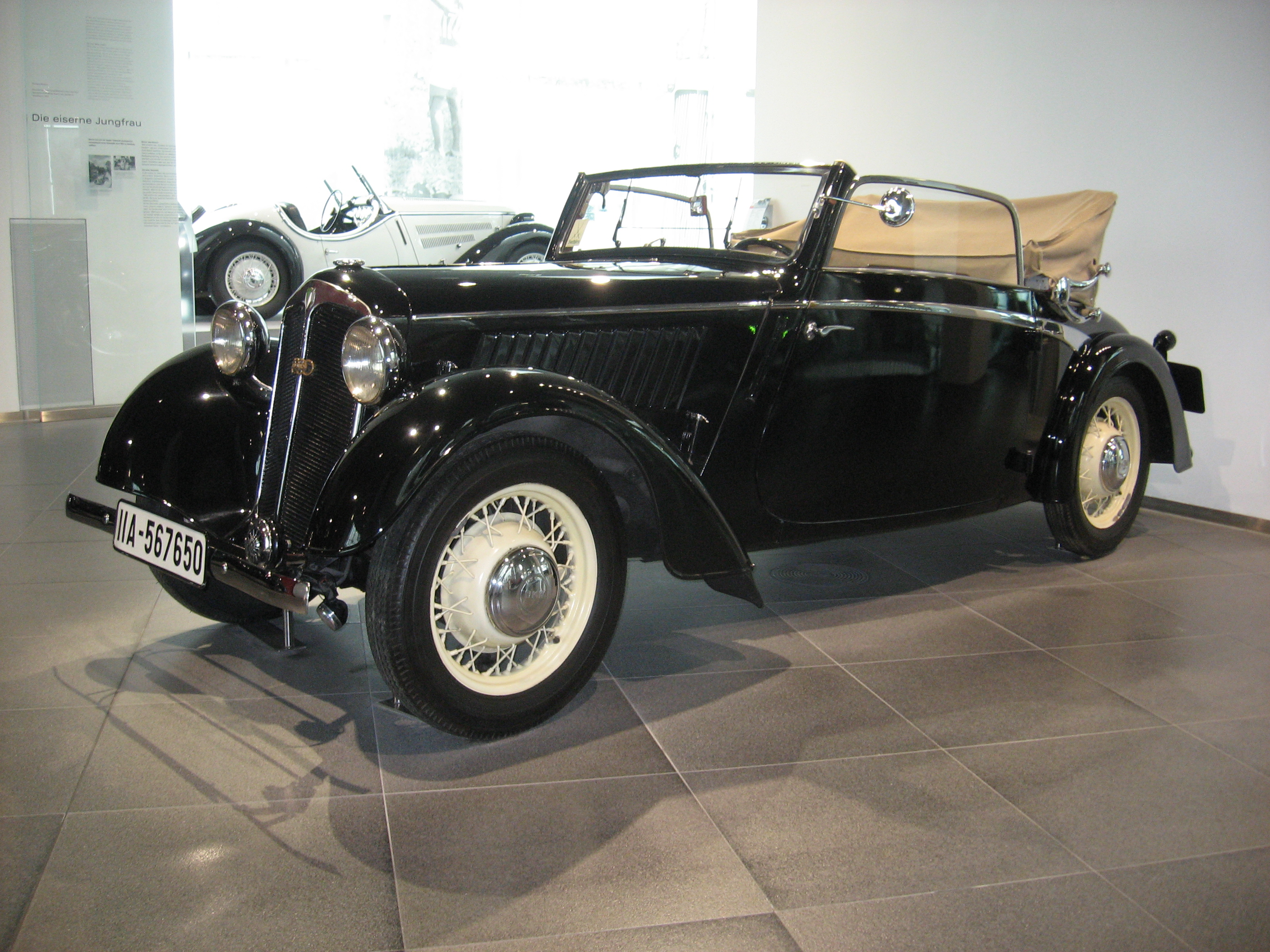
Una F5 Cabriolet a 4 posti

Nel gennaio del 1936, il listino venne modificato e la Reichsklasse vide il suo prezzo scendere da 1.950 a 1.795 RM per meglio reggere la concorrenza della Opel P4, venduta invece a soli 1.650 RM, ma con un motore più potente. L'iniziativa ebbe un buon riscontro commerciale: la richiesta fu tale da far allungare a dismisura i tempi di consegna. Contemporaneamente, la Reichsklasse vide gli ammortizzatori posteriori entrare a far parte della dotazione di serie, dotazione che in questo inizio d'anno ricevette anche un cassetto portaoggetti ricavato nell plancia. Per contro, il cruscotto perse l'indicatore del livello carburante. Esternamente, la Reichsklasse così aggiornata si distinse dalla Meisterklasse per i coprimozzi, che in questo aggiornamento divennero grandi come quelli della "sorella" più ricca, ma rimasero verniciati di nero, mentre erano cromati nella Meisterklasse. Quest'ultima, dal canto suo, fece registrare a sua volta un gran successo di vendite in entrambe le versioni. In particolare, una gradita sorpresa fu il successo della versione berlina, proposta per la prima volta in una Meisterklasse. Anche la Meisterklasse venne ridotta di prezzo tra la fine del 1935 e l'inizio del 1936. Non venne invece ridotto il prezzo della cabriolet a 2 posti, visto che poteva vantare una scarsa concorrenza, anche nella gamma della Opel, principale rivale della DKW. Non solo, ma a partire dal mese di febbraio del 1936 alla cabriolet 2 posti si affiancarono anche una roadster con motore da 580 cm³ e 18 CV di potenza massima, più un'ulteriore roadster con il più potente motore da 684 cm³ e 20 CV. Quest'ultima andò a sostituire la Roadster-Cabrio, che uscì quindi di produzione. Entrambe queste nuove roadster nascevano sullo stesso telaio delle altre F5, ma con passo accorciato di ben 21 cm. A differenza delle precedenti roadster, queste vennero assemblate presso la carrozzeria di Spandau.

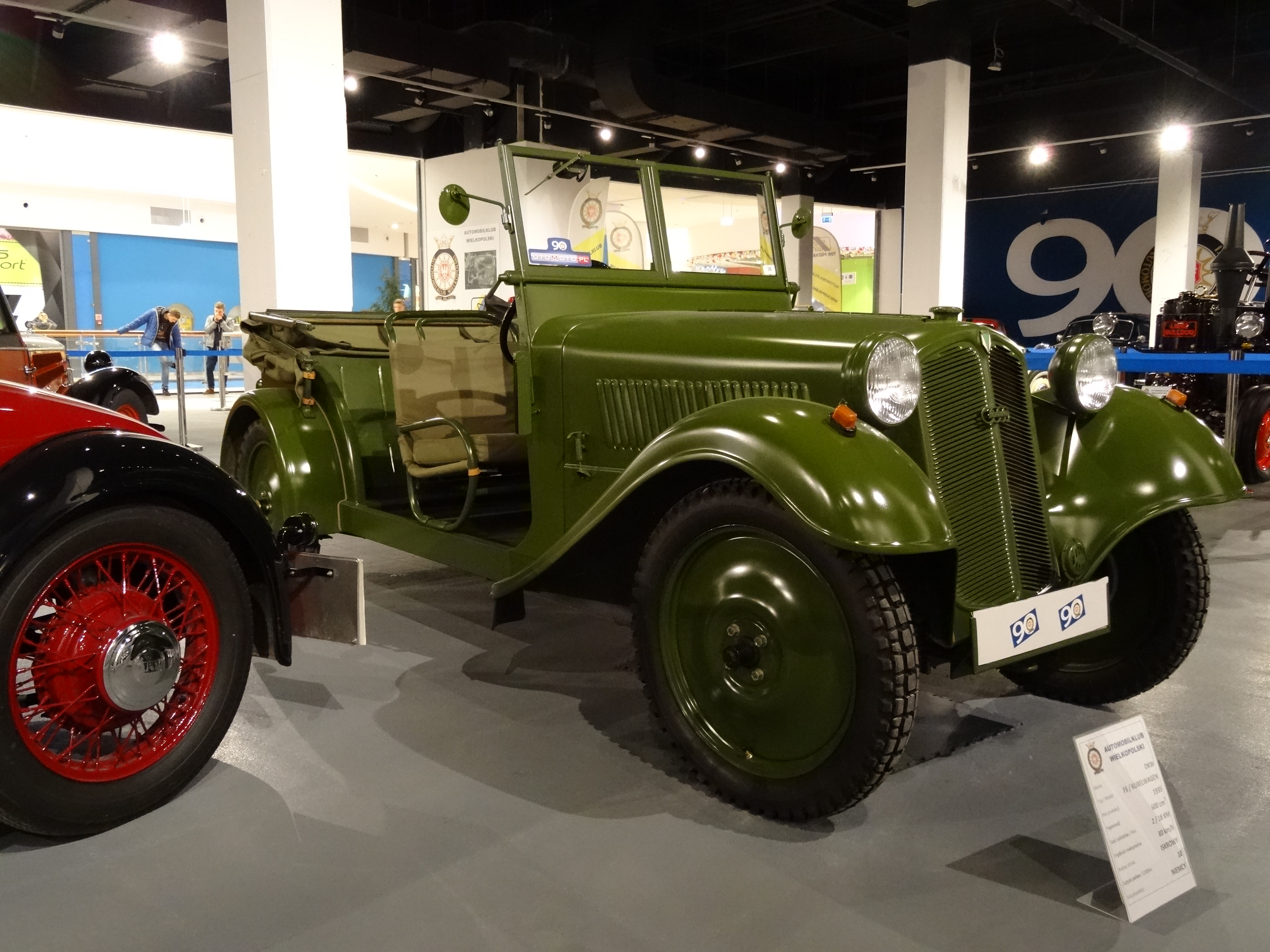
Una F5 con carrozzeria Kübelwagen realizzata da una ditta esterna

Nel giugno del 1936, la gamma raggiunse la sua massima ampiezza con l'introduzione della cabriolet a 4 posti: la linea elegante del corpo vettura fecero sì che la vettura sia considerata oggigiorno da alcune fonti come una delle più belle DKW mai realizzate, tant'è vero che si guadagnò l'appellativo di "piccola Horch". La cabriolet a 4 posti fu realizzata anche dalla Baur, oltre che dalla Hornig. Fu l'ultimo significativo aggiornamento alla gamma della F5: da quel momento cominciò la parabola discendente di questo modello, visto e considerato che era già in fase di concretizzazione il progetto che avrebbe portato alla realizzazione della F7, destinata a sostituire proprio la F5: nel dicembre del 1936 scomparve dal listino la Reichsklasse, sostituita dalla corrispondente F7 in allestimento semplificato. Nel corso del 1937 scomparvero invece la Meisterklasse e le due Roadster, anch'esse sostituite dai corrispondenti modelli della gamma F7. Anche la versione "commerciale" venne tolta di produzione, così come i telai nudi adibiti ad allestimenti e carrozzerie speciali. A tale proposito, vale la pena spendere alcune parole su queste versioni: non esiste un archivio preciso che definisca il periodo di produzione di tali versioni. Si sa che dai telai nudi vennero ricavate le più diverse varianti, tra cui le vetture per il servizio pompieri, le Kübelwagen o i pick-up da lavoro. In tutti vennero allestiti 1.795 telai nudi con carrozzerie affidate a terzi.
Le uniche F5 a rimanere in listino per tutto il 1937 e per parte dell'anno seguente furono le cabriolet, sia a 2 che a 4 posti. Furono sostituite solo nel marzo 1938 dalle cabriolet su base F7.

### Schede tecniche
Di seguito vengono riassunte le caratteristiche tecniche e i dati di produzione dei vari modelli della gamma F5: il totale degli esemplari prodotti mostrati in tabella ammonta a 73.200 unità complessive, ma a queste ne vanno aggiunti altri 1.795 consistenti negli esemplari senza carrozzeria, e costituiti da un telaio nudo da carrozzare in separata sede per utilizzi particolari, per un totale di 74.995 esemplari.
| Modello                                                          | F5 Reichsklasse                                                            | F5 Reichsklasse                                                            | F5 Meisterklasse                                                           | F5 Meisterklasse                                                           | F5 Luxus-Cabriolet                                             | F5 Luxus-Cabriolet                                             | F5 Zweisitzer F5K 600                                          | F5 Roadster-Cabrio                                             | F5 Zweisitzer F5K 700                                          | F5 Luxus-Zweisitzer                                            | F5 Lieferwagen                                                 |
| Carrozzeria                                                      | Berlina                                                                    | Trasformabile                                                              | Berlina                                                                    | Trasformabile                                                              | Cabriolet 2 posti                                              | Cabriolet 4 posti                                              | Roadster                                                       | Roadster                                                       | Roadster                                                       | Roadster                                                       | Furgoncino                                                     |
| Anni di produzione                                               | 03/1935- 12/1936                                                           | 02/1935- 02/1937                                                           | 12/1934- 02/1937                                                           | 03/1935- 02/1937                                                           | 02/1935- 03/1938                                               | 08/1936- 03/1938                                               | 02/1936- 02/1937                                               | 06/1935- 03/1936                                               | 02/1936- 04/1937                                               | 01/1935- 05/1938                                               | 11/1935- 03/1937                                               |
| Prezzo al debutto in RM                                          | 1.950                                                                      | 2.045                                                                      | 2.495                                                                      | 2.495                                                                      | 3.250                                                          | 3.400                                                          | 1.750                                                          | 2.285                                                          | 2.175                                                          | 3.000                                                          | 2.350                                                          |
| Esemplari prodotti                                               | 14.924                                                                     | 14.222                                                                     | 16.747                                                                     | 16.154                                                                     | 3.085                                                          | 3.289                                                          | 1.450                                                          | 998                                                            | 1.166                                                          | 400                                                            | 765                                                            |
| Motore                                                           | A due tempi con sistema Schnürle                                           | A due tempi con sistema Schnürle                                           | A due tempi con sistema Schnürle                                           | A due tempi con sistema Schnürle                                           | A due tempi con sistema Schnürle                               | A due tempi con sistema Schnürle                               | A due tempi con sistema Schnürle                               | A due tempi con sistema Schnürle                               | A due tempi con sistema Schnürle                               | A due tempi con sistema Schnürle                               | A due tempi con sistema Schnürle                               |
| Posizione                                                        | Anteriore trasversale                                                      | Anteriore trasversale                                                      | Anteriore trasversale                                                      | Anteriore trasversale                                                      | Anteriore trasversale                                          | Anteriore trasversale                                          | Anteriore trasversale                                          | Anteriore trasversale                                          | Anteriore trasversale                                          | Anteriore trasversale                                          | Anteriore trasversale                                          |
| Numero e disposizione dei cilindri                               | 2 cilindri in linea                                                        | 2 cilindri in linea                                                        | 2 cilindri in linea                                                        | 2 cilindri in linea                                                        | 2 cilindri in linea                                            | 2 cilindri in linea                                            | 2 cilindri in linea                                            | 2 cilindri in linea                                            | 2 cilindri in linea                                            | 2 cilindri in linea                                            | 2 cilindri in linea                                            |
| Cilindrata (cm³)                                                 | 580                                                                        | 580                                                                        | 684                                                                        | 684                                                                        | 684                                                            | 684                                                            | 580                                                            | 684                                                            | 684                                                            | 684                                                            | 684                                                            |
| Alimentazione                                                    | Carburatore Solex 26BFL                                                    | Carburatore Solex 26BFL                                                    | Carburatore Solex 30BFLH                                                   | Carburatore Solex 30BFLH                                                   | Carburatore Solex 30BFLH                                       | Carburatore Solex 30BFLH                                       | Carburatore Solex 26BFL                                        | Carburatore Solex 30BFLH                                       | Carburatore Solex 30BFLH                                       | Carburatore Solex 30BFLH                                       | Carburatore Solex 30BFLH                                       |
| Rapporto di compressione                                         | 5.9:1                                                                      | 5.9:1                                                                      | 5.9:1                                                                      | 5.9:1                                                                      | 5.9:1                                                          | 5.9:1                                                          | 5.9:1                                                          | 5.9:1                                                          | 5.9:1                                                          | 5.9:1                                                          | 5.9:1                                                          |
| Potenza max (CV/rpm)                                             | 18/3500                                                                    | 18/3500                                                                    | 20/3500                                                                    | 20/3500                                                                    | 20/3500                                                        | 20/3500                                                        | 18/3500                                                        | 20/3500                                                        | 20/3500                                                        | 20/3500                                                        | 20/3500                                                        |
| Coppia max (Nm/rpm)                                              | -                                                                          | -                                                                          | 57/2300                                                                    | 57/2300                                                                    | 57/2300                                                        | 57/2300                                                        | -                                                              | 57/2300                                                        | 57/2300                                                        | 57/2300                                                        | 57/2300                                                        |
| Frizione                                                         | Multidisco a bagno d'olio                                                  | Multidisco a bagno d'olio                                                  | Multidisco a bagno d'olio                                                  | Multidisco a bagno d'olio                                                  | Multidisco a bagno d'olio                                      | Multidisco a bagno d'olio                                      | Multidisco a bagno d'olio                                      | Multidisco a bagno d'olio                                      | Multidisco a bagno d'olio                                      | Multidisco a bagno d'olio                                      | Multidisco a bagno d'olio                                      |
| Trazione                                                         | Anteriore                                                                  | Anteriore                                                                  | Anteriore                                                                  | Anteriore                                                                  | Anteriore                                                      | Anteriore                                                      | Anteriore                                                      | Anteriore                                                      | Anteriore                                                      | Anteriore                                                      | Anteriore                                                      |
| Cambio                                                           | Manuale a 3 marce                                                          | Manuale a 3 marce                                                          | Manuale a 3 marce                                                          | Manuale a 3 marce                                                          | Manuale a 3 marce                                              | Manuale a 3 marce                                              | Manuale a 3 marce                                              | Manuale a 3 marce                                              | Manuale a 3 marce                                              | Manuale a 3 marce                                              | Manuale a 3 marce                                              |
| Scocca                                                           | Telaio separato in acciaio e carrozzeria in legno rivestita in finta pelle | Telaio separato in acciaio e carrozzeria in legno rivestita in finta pelle | Telaio separato in acciaio e carrozzeria in legno rivestita in finta pelle | Telaio separato in acciaio e carrozzeria in legno rivestita in finta pelle | Telaio separato in acciaio e carrozzeria in lamiera di acciaio | Telaio separato in acciaio e carrozzeria in lamiera di acciaio | Telaio separato in acciaio e carrozzeria in lamiera di acciaio | Telaio separato in acciaio e carrozzeria in lamiera di acciaio | Telaio separato in acciaio e carrozzeria in lamiera di acciaio | Telaio separato in acciaio e carrozzeria in lamiera di acciaio | Telaio separato in acciaio e carrozzeria in lamiera di acciaio |
| Sospensioni ant.                                                 | A ruote indipendenti con doppia balestra trasversale                       | A ruote indipendenti con doppia balestra trasversale                       | A ruote indipendenti con doppia balestra trasversale                       | A ruote indipendenti con doppia balestra trasversale                       | A ruote indipendenti con doppia balestra trasversale           | A ruote indipendenti con doppia balestra trasversale           | A ruote indipendenti con doppia balestra trasversale           | A ruote indipendenti con doppia balestra trasversale           | A ruote indipendenti con doppia balestra trasversale           | A ruote indipendenti con doppia balestra trasversale           | A ruote indipendenti con doppia balestra trasversale           |
| Sospensioni post.                                                | Ad assale rigido oscillante                                                | Ad assale rigido oscillante                                                | Ad assale rigido oscillante                                                | Ad assale rigido oscillante                                                | Ad assale rigido oscillante                                    | Ad assale rigido oscillante                                    | Ad assale rigido oscillante                                    | Ad assale rigido oscillante                                    | Ad assale rigido oscillante                                    | Ad assale rigido oscillante                                    | Ad assale rigido oscillante                                    |
| Impianto frenante                                                | Freni a tamburo con comando meccanico a cavo                               | Freni a tamburo con comando meccanico a cavo                               | Freni a tamburo con comando meccanico a cavo                               | Freni a tamburo con comando meccanico a cavo                               | Freni a tamburo con comando meccanico a cavo                   | Freni a tamburo con comando meccanico a cavo                   | Freni a tamburo con comando meccanico a cavo                   | Freni a tamburo con comando meccanico a cavo                   | Freni a tamburo con comando meccanico a cavo                   | Freni a tamburo con comando meccanico a cavo                   | Freni a tamburo con comando meccanico a cavo                   |
| Pneumatici                                                       | 4.00x19                                                                    | 4.00x19                                                                    | 4.50x17                                                                    | 4.50x17                                                                    | 4.50x17                                                        | 4.50x17                                                        | 3.50x191                                                       | 4.00x19                                                        | 4.00x19                                                        | 4.50x17                                                        | 4.75x17                                                        |
| Massa a vuoto                                                    | 680                                                                        | 680                                                                        | 800                                                                        | 800                                                                        | 800                                                            | 820                                                            | 650                                                            | 710                                                            | 665                                                            | 750                                                            | 800                                                            |
| Velocità massima                                                 | 80                                                                         | 80                                                                         | 85                                                                         | 85                                                                         | 85                                                             | 85                                                             | 80                                                             | 85                                                             | 85                                                             | 85                                                             | 85                                                             |
| Consumo medio                                                    | 7.5                                                                        | 7.5                                                                        | 8                                                                          | 8                                                                          | 8                                                              | 8                                                              | 7.5                                                            | 7.5                                                            | 7.5                                                            | 8                                                              | 8                                                              |
| Note: 1A partire dal 05/1936 vengono adottati pneumatici 4.00x19 |                                                                            |                                                                            |                                                                            |                                                                            |                                                                |                                                                |                                                                |                                                                |                                                                |                                                                |                                                                |